# Ponna
Ponna – miejscowość i gmina we Włoszech, w regionie Lombardia, w prowincji Como.
Według danych na rok 2004 gminę zamieszkiwały 262 osoby, 52,4 os./km².